# NADPH deidrogenasi
La NADPH deidrogenasi è un enzima appartenente alla classe delle ossidoreduttasi, che catalizza la seguente reazione:
NADPH + H+ + accettore ⇄ NADP+ + accettore ridotto
L'enzima è una flavoproteina (FMN nei lieviti, FAD nelle piante).